# 棘吻魚屬
棘吻魚屬是發光鯛目雙犁魚科下的一个属，過去是鸭嘴鱚科下的一个属。

## 分類
本属包括以下物种：
- 鬚棘吻魚 Acanthaphritis barbata (Okamura & Kishida, 1963)
- 大鱗棘吻魚 Acanthaphritis grandisquamis Günther, 1880
- 奥氏棘吻魚 Acanthaphritis ozawai (McKay, 1971)
- 昂氏棘吻魚 Acanthaphritis unoorum Suzuki & Nakabo, 1996